# Guillaume Ragenel de Montfort
Guillaume Ragenel de Montfort (Dinan, em data desconhecida – Siena, 27 de setembro de 1432) foi um cardeal francês da Igreja Católica, que foi bispo de Saint-Malo.

## Biografia
Ele era filho de Raoul, senhor de Montfort e Gaël e de Isabeau de la Roche-Bernard, senhora de Loudéac. Ele abraçou a vida eclesiástica ainda jovem e tornou-se protonotário apostólico e arquidiácono de Dinan.
Nomeado bispo de Saint-Malo em 13 de outubro de 1423, no ano seguinte colocou-se à frente das tropas da Bretanha, e marchou contra os ingleses que tinham sitiado o Monte Saint-Michel, forçando-os a se retirarem. O Papa Martinho V ofereceu-lhe a diocese de Saint-Brieuc em 28 de junho de 1424 e depois a de Dol, em 1430, mas Guillaume de Montfort recusou ambas.
Em 29 de maio de 1424, opôs-se a João V, duque da Bretanha, durante a construção da masmorra do castelo de Saint-Malo retirando a pedra fundamental. Ele afirmou, assim, os seus direitos sobre as terras que o duque se apropriou. O Papa Martinho V o acusou, em 23 de abril de 1431, de romper o casamento de Luís, Marquês de Pont-à-Mousson (1427-1445) e filho de Renato de Anjou, com a Princesa Isabel de Bretanha, filha de João V de Bretanha.
Foi criado cardeal in pectore pelo Papa Martinho V no Consistório em 8 de novembro de 1430, sendo publicado pelo Papa Eugênio IV em 11 de março de 1432, recebendo o título de cardeal-presbítero de Santa Anastácia e o chapéu vermelho em 13 de junho do mesmo ano.
Visitando Roma, foi secretamente ao Concílio de Basileia, contra a vontade do Papa. Morreu repentinamente no caminho, talvez envenenado, em 27 de setembro de 1432, e foi sepultado na igreja dos Cordeliers, em Siena.